# Medregovac
Metergoc en albanais et Medregovac en serbe latin (en serbe cyrillique : Медреговац) est une localité du Kosovo située dans la commune/municipalité de Podujevë/Podujevo, district de Pristina (Kosovo) ou district de Kosovo (Serbie). Selon le recensement kosovar de 2011, elle compte 79 habitants.

## Démographie

### Évolution historique de la population dans la localité
| 1948 | 1953 | 1961 | 1971 | 1981 | 1991 | 2011 |
| ---- | ---- | ---- | ---- | ---- | ---- | ---- |
| 525  | 585  | 600  | 527  | 342  | 207  | 79   |

|  |

### Répartition de la population par nationalités (2011)
En 2011, les Albanais représentaient 89,87 % de la population et les Serbes 8,86 %.